# Мафия бессмертна
«Мафия бессмертна» — фильм, криминальная драма режиссёра Леонида Партигула.

## Сюжет
Частный детектив Виктор Гришанин совершил убийство по неосторожности при расследовании загадочной смерти своего отца. В исправительной колонии его навестили влиятельные персоны и сообщили, что только отец Виктора знал, где находится камень Будды — бесценная восточная реликвия. Виктору устроили досрочное освобождение, и он вместе со своей подругой приступил к розыскам тайника. Одновременно за камнем охотятся две враждующие банды. После долгих приключений Виктор первым обнаружил камень.

## В ролях
- Дмитрий Певцов — Виктор Владимирович Гришанин
- Татьяна Скороходова — Нина Петровна Черняева
- Леонард Толстой — Дмитрий Самсонович Андросов, «Самсон»
- Баходыр Закиров — Джошуа Сурадж
- Андрей Болтнев — Алексей Николаевич Дробышев, секретарь отца Гришанина, один из руководителей криминальной группы
- Анатолий Мамбетов — охранник на даче Андросова / глава мафии («Говорящая голова»)
- Михаил Быков — Курехин, сотрудник КГБ
- Сергей Буньков — лейтенант Поров
- Джавлон Хамраев — учитель
- Владимир Грибанов — водитель
- Раис Галямов — Гармаш
- Никита Третьяков — Савченко
- Николай Бадьев — старый ЗК
- Владимир Кадочников — подполковник на «зоне»

## Съёмочная группа
- Авторы сценария: Максим Глебовский, Светлана Простокишина
- Режиссёр: Леонид Партигул
- Операторы: Владимир Голощапов, Николай Банько
- Художники: Алексей Потапов[1], Михаил Узиков
- Композитор: Борис Синкин

## Дополнительно
Несмотря на то, что по сюжету действия происходят в Москве, а потом — в США, фильм снимали в Екатеринбурге: в кадре можно увидеть Парк пионеров, гостиницу «Свердловск», улицу Мира, улицу Луначарского и Белый дом, который, будучи самым высоким зданием города, играл роль американского небоскреба.
Критики отмечали, что Дмитрий Певцов в результате успеха предыдущих ролей, и особенно роли Савелия Говоркова в фильме «…По прозвищу „Зверь“», попал в плен образа «крутого парня» и

желание повторить ещё раз однажды сыгранное обернулось для него провалом. В фильме Леонида Партигула «Мафия бессмертна» (1993) Певцов сыграл сына высокопоставленного деятеля. Отец погиб при загадочных обстоятельствах, но, желая докопаться до правды, герой Певцова вступает в неравную схватку с мафией. На этом фильме Певцов заработал неплохие деньги (даже больше, чем в «Звере»), однако в творческом плане получил такое разочарование, что с тех пор навсегда «завязал» с ролями крутых парней. Более удачными оказались роли Певцова в фильмах, которые вышли на экран одновременно с «Мафией»: «Алиса и Букинист» (в фильме снималась и Ольга Дроздова), «Бесы», «На тебя уповаю».— Фёдор Раззаков
Фильм стал одним из немногих художественных фильмов снятых на Свердловской киностудии в начале 90-х годов, после чего следующие художественные фильмы на студии вышли лишь в середине 2000-х, но фильм «Мафия бессмертна» оказался настолько успешным, что его до сих пор (2014 год) чаще всего из всей продукции Свердловской киностудии закупают телеканалы.
Режиссёр фильма Леонид Партигул остался режиссёром одной картины (его короткометражные и документальные фильмы прошли незамеченными).